# Онегіна Вікторія Михайлівна
Онегіна Вікторія Михайлівна (нар. 15 листопада 1969) — професор, доктор економічних наук, професор кафедри глобальної економіки Державного біотехнологічного університету.

## Біографія
Вікторія Михайлівна народилася 15 листопада 1969 році у м. Харків.
У 1992 році з відзнакою закінчила економічний факультет Харківського державного університету імені М. Горького.
У 1996 році закінчила аспірантуру при кафедрі економічної теорії та економічних методів управління Харківського національного університету імені В. Каразіна.
У 1997 році захистила кандидатську дисертацію на тему: «Податки в системі регуляторів економічних процесів».
З 1997 по 1999 роки старший викладач економіки, бізнесу та маркетингу Харківського державного технічного університету сільського господарства.
З 1997 по 2007 роки за сумісництвом працювала доцентом кафедри економіки та фінансів у Харківському інституті бізнесу та менеджменту.
З 1999 по 2004 роки членкіня Міжнародної Агробізнес-Менеджмент Асоціації.
У 2008 році захистила докторську дисертацію на тему: «Формування системи державного регулювання цін і доходів сільськогосподарських товаровиробників».
З 2009 по 2019 роки професорка, завідувачка кафедри економіки та маркетингу Харківського національного технічного університету сільського господарства імені Петра Василенка.
У 2011 році одержала звання професора кафедри економіки та маркетингу.
З 2012 по 2016 роки за сумісництвом працювала на посаді професора кафедри менеджменту та військового господарства Національної академії Національної гвардії України.
З 2018 по 2019 роки за сумісництвом працювала на посаді професора кафедри туризму Харківського національного економічного університету імені Семена Кузнеця.
З 2021 по теперішній час професорка кафедри глобальної економіки Державного біотехнологічного університету.

## Праці
Вікторія Михайлівна авторка понад 250 наукових та науково-методичних публікацій, у тому числі монографії, наукові статті, навчальні посібники.
Тематика наукових досліджень: державне регулювання аграрного сектору, ціноутворення, інвестування,  економіка інновацій.
Основні праці:
- Державне регулювання цін і доходів сільськогосподарських товаровиробників. Київ, 2007
- Податкова система: навчальний посібник. Харків, 2009. 336 с. (співавтор)
- Стратегічне управління: навчальний посібник. Харків, 2013.
- Стратегії інноваційного розвитку сільськогосподарських підприємств. Харків, 2016.
- Спільна аграрна політика та конкурентоспроможність сільського господарства ЄС. Аграрна політика Європейського Союзу: виклики і перспективи: монографія. Київ: Центр навч. літ., 2019. (співавтор)
- Поширення агрострахування в рослинництві та тваринництві. Аграрне страхування - поточний план та перспективи розвитку в Україні. Київ, 2021.
- Ринок праці в аграрному секторі в умовах воєнного стану: сучасні тенденції та механізми стабілізації. Економіка та суспільство. 2023. № 49.